# Siluaniidae
Siluaniaceae
Famille
Les Siluaniidae sont une famille de chromistes de l'embranchement des Bigyra, de la classe des Bikosea et de l’ordre des Pseudodendromonadida.

## Étymologie
Le nom de la famille vient du genre type Siluania, donné « en l'honneur de saint Silouane qui vécut au mont Athos (Grèce) », l'un des saints russes les plus connus, en référence avec le pays où fut découvert l'organisme, la Russie (à Rybinsk).

## Description
Les espèces du genre type Siluania sont des cellules incolores, nues, uniflagellées, vivant généralement sous forme planctoniques sans rejoindre la surface. Les cellules sont de forme ovoïde à piriforme, et ont l'extrémité postérieure arrondie. Elles ont un cytostome apical permanent qui mène à un tube (cytopharynx) et une vacuole alimentaire située à l'extrémité distale du tube. Le flagelle est inséré subapicalement, émergeant d'une fosse ou d'une petite poche flagellaire, avec un réseau unilatéral de poils flagellaires tubulaires tripartites ; le bout flagellaire est émoussé. Un ou deux corps basaux supplémentaires très courts peuvent apparaître, près des vésicules de la poche flagellaire ; ces corps peuvent faire partie du système de vacuoles contractiles. Les cellules peuvent perdre le flagelle et former des propagules (étapes de repos) dépourvues de parois cellulaires.
L'espèce Siluania monomastiga est une cellule uniflagellée planctonique d'eau douce mesurant 1,5 à 3,0 μm avec un flagelle de taille égale au corps ; la cellule est en forme d'œuf ou de poire dont l'extrémité postérieure est arrondie ; le flagelle émergeant d'une petite fosse, la cellule se déplace en culbutant.

## Distribution
L'espèce Siluania monomastiga a été découverte en 1996 sous la glace, dans les eaux douces et froides du réservoir de Rybinsk (Russie).

## Liste des genres
Selon The Taxonomicon (29 novembre 2022) :
- Adriamonas Verhagen et al., 1994
- Siluania Karpov, 1998

Selon AlgaeBase (9 septembre 2022) :
- Adriamonas Verhagen, Zölffel, Brugerolle & D.J.Patterson, 1994
- Caecitellus D.J.Patterson, K.Nygaard, G.Steinberg & Turley, 1993
- Siluania Karpov, 1998 - genre type

## Systématique
La famille des Siluaniidae a été créée en 1998 par le biologiste et phycologue russe Sergueï Alekseyevich Karpov (d), dans une publication coécrite avec Ralf Kersanach (d) et David M. Williams (d).

## Publication originale
- (en) Serguei A. Karpov, Ralf Kersanach et David M. Williams, « Ultrastructure and 18S rRNA gene sequence of a small Heterotrophic flagellate Siluania monomastiga gen. et sp. nov. (bicosoecida) », European Journal of Protistology, Elsevier, vol. 34, no 4,‎ décembre 1998, p. 415-425 (ISSN 0932-4739, 1618-0429 et 0932-4739, DOI 10.1016/S0932-4739(98)80010-2, lire en ligne).